# Años 100
Los años 100 o década del 100 empezó el 1 de enero del 100 y terminó el 31 de diciembre del 109.

## Acontecimientos
- Alejandro I sucede a Evaristo como papa en el año 105.
- 105: Trajano inicia su segunda guerra dacia, que culminará con éxito en el año 106.

## Personas destacadas
- Trajano, emperador romano.